# 瘗鹤铭

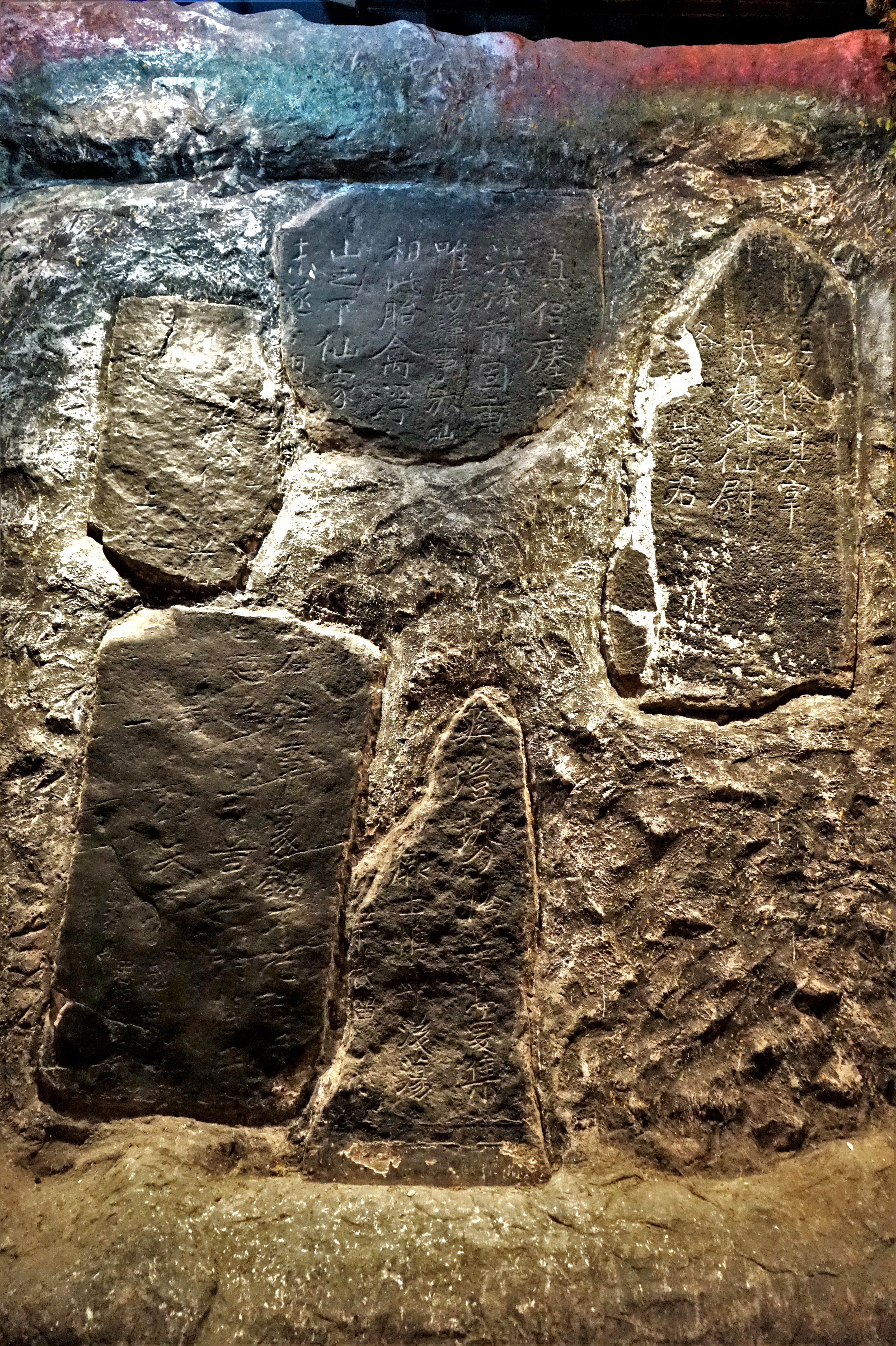
瘗鹤铭。

《瘗鹤铭》是一部摩崖石刻，原石刻在江苏镇江焦山西麓石壁上，北宋黃庭堅譽之為「大字之祖」。今餘殘石五塊，存放於焦山碑林之內。

## 歷史
《瘗鹤铭》原石刻在江苏镇江焦山西麓石壁上，唐代宗时石碑被雷擊裂成五段，崩落滑坡，滾落江中，在長江躺了三百多年。
到北宋慶曆年間，鎮江郡守錢子高在退潮的江底打撈起一塊殘石，便在焦山興建寶墨亭以安立這塊殘石。熙寧年間，因焦山島水域修建運河，在疏流工程中，再尋獲四塊殘石。但命運多舛的《瘗鶴銘》殘石，於明洪武年間再度墜江。
清康熙五十二年（1713年）由陈鹏年在冬季枯水期，以鉅資募工打撈，經三個月的搜索，終於在距離焦山下游約三里處，尋獲五塊《瘗鶴銘》殘石，讓《瘗鶴銘》沉入江中七百多年後，又得以重見天日。殘碑石塊後來移置焦山上，砌入定慧寺伽藍殿南壁中。在躲過日本侵華戰火的掠奪後，於1962年移往焦山寶墨軒碑林至今。

## 作者
该石刻题载「华阳真逸撰，上皇山樵书」。关于作者和年代历来有不同说法。宋黄庭坚、苏舜钦认为是王羲之所书，也有人认为是唐人顾况、王钻书。宋金石家黄伯思考为梁陶弘景书，后世多同意这种说法。陶弘景（452—536）字通明，晚号「华阳真逸」。

## 特色
《瘗鹤铭》字体厚重高古，書風古樸自然，用笔奇峭飞逸，字號大小不一，字序由左寫到右，不具真名，不錄書寫紀年，此舉實在是中國書法史上絕無僅有的異品。楷书中揉和了隶书和行书的风格，颇受飄逸的六朝书法影响。宋黄庭坚誉为“第一断硅残壁，岂非至宝”。曹士冕《法帖谱系》云：“笔法之妙为书家冠冕。”宋吴琚在诗中描绘：“游僧谁渡降龙钵，过客争摸《瘗鹤铭》。”可见人们对此铭的重视。其书法对后世影响很大，为隋唐以来楷书之风范。
《瘞鶴銘》據黃伯思考，為南北朝陶弘景為埋葬亡鶴所寫的一篇銘文，由於書法字體大字雄偉，筆韻超逸，神彩脫俗，雖為楷書，但兼備草情、隸意，南梁天監十三年（514年）此帖被刻於江蘇鎮江焦山西面崖石上，後世書法家爭相臨習，被譽為「大字之祖」。

## 拓本
- 《瘞鶴銘》宋拓本
- 《瘞鶴銘》水前本
- 《瘞鶴銘》出水本

## 歷代評論
- 北宋黃庭堅在《論書》中說:「古人有言，大字无过《瘗鹤铭》, 小字莫學癡凍蠅。隨人學人成舊人，自成一家始逼真」、「其勝乃不可貌，譽之為大字之祖」。[3]
- 北宋歐陽修讚：「世以其難得，尤以為奇。」
- 宋代曹士冕在《法帖譜系》：「则推崇其「筆法之妙，書家冠冕」。
- 清代阮元評價：「短笺長卷，意態揮漉，則帖擅其長；界格方嚴，法書深刻，則碑據其勝」。
- 清代康有為在《瘗鶴銘》劉文清舊藏本跋中说：「大字之妙莫過於《瘗鶴銘》，因其魄力雄偉，如龍奔江海，虎震山岳，歷代書家之臨此者，惟東坡得其神，山谷得其形，外此不足道也！」
- 清代康有為在《廣藝舟双楫》一書中評價《瘗鶴銘》：「筆力厚实，儀態正大，偉然令人起敬。」、「瘦勁，大人氣態，精神飛越，大手大脚，敞步邁去，極有派势。”、「大方，高雅，自生魅力，濃郁，筆筆鄭重，有千鈞之力。”、“派力雄强，大模大樣，無意皆意，方鈎極有味。”“氣態軒昂，圖傲乎不可一世，氣足處全由收處顯示出来，筆筆相關如一體」。[4]
- 清代包世臣在《藝舟雙輯》中說：「南朝遺跡唯《鶴銘》、《石闕》二種，蕭散駿逸，殊途同歸。[5]
- 清代劉熙載《藝概》說：「《瘞鶴銘》剝蝕已甚，然存字雖少，其舉止利落，氣體宏逸，令人味之不盡。[6]

## 外部連結
- 書法空間－瘗鹤铭 （页面存档备份，存于）
- 世界數字圖書館－瘞鶴銘 （页面存档备份，存于）
- 中國新聞網－《瘗鹤铭》水前原拓首次面世 系罕见书法奇珍 （页面存档备份，存于）
- 中國新聞網－中国书法“大字之祖”《瘗鹤铭》残石打捞受挫 （页面存档备份，存于）
- 揚州晚報－《瘗鹤铭》与扬州人渊源深
- 國學網－千古谜团“瘗鹤铭”——孟宪章收藏轶事 （页面存档备份，存于）
- 华夏经纬网－镇江焦山《瘗鹤铭》谁人所写？ （页面存档备份，存于）
- 王軍：《瘞鶴銘》千古之謎能否揭開 （页面存档备份，存于）
- 昆仑堂美术馆－曾熙与《瘗鹤铭》[永久]